# ヒナギヌガイ
ヒナギヌガイはブドウガイ科に属する海産軟体動物の1つ。中国東部では泥螺と呼んで好んで食されている。

## 分類
ヒナギヌガイ属は単型属でヒナギヌガイB. exarataのみからなる。B. caurinaはシノニム。従来ヒナギヌガイ科Bullactidaeに所属させていたが、分子系統解析の結果などからブドウガイ科の所属とされている。

## 分布
中国の海南島から渤海にかけての沿岸と、朝鮮半島の西岸・南岸に分布している。

## 利用
中国東部で食用とされており、浙江省などで養殖されている。
また漢方では吐鉄と呼んでいる。